# Bugey

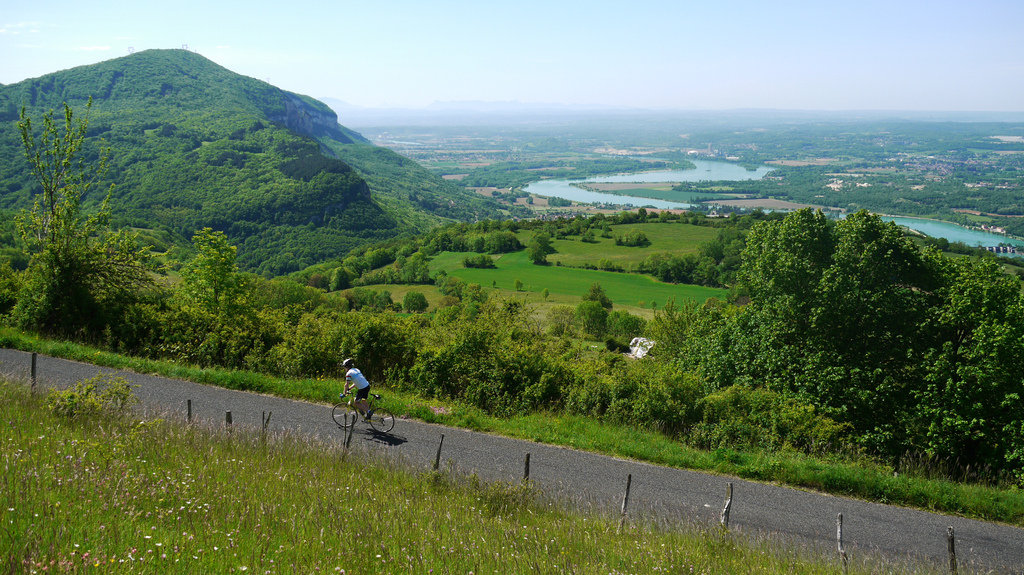
Widok z daleka na Bugey

Bugey – francuski region historyczny, obejmowany obecnie przez departament Ain. Region jest położony w pętli Rodanu. Stolicą regionu jest miasto Belley.
Do 1601 roku region należał do Sabaudii, jednakże po traktacie z Lyonu Bugey powróciło do Francji. Mieszkańcy Bugey do lat 70. XX wieku posługiwali się dialektem Savorêt, pochodzącym z języka franko-prowansalskiego. 
Obecnie Bugey jest znanym rejonem winiarskim produkującym głównie wina białe oraz musujące.